# Estación de Croix-Rouge
La estación de Croix-Rouge es una estación fantasma de la línea 10 del metro de París. Fue en 1923 el primer término de esta línea.

## Historia
Se encuentra en el VI Distrito de París, entre las estaciones de Sèvres - Babylone y Mabillon.
El nombre de la estación proviene del cruce conocido como "Encrucijada de la Cruz Roja" en el siglo XVIII, situado al principio de la Rue du Cherche-Midi, y por lo tanto no tiene conexión con el Comité Internacional de la Cruz Roja.
Esta estación se cerró el 2 de septiembre de 1939, durante la entrada en la Segunda Guerra Mundial de Francia y la movilización de agentes de la Compañía de Ferrocarriles Metropolitanos de París (CMP), y nunca se volvió a abrir, debido a la proximidad demasiado cercana a la estación Sèvres - Babylone. Todavía aparecía en los planos del metro inmediatamente después de la Segunda Guerra Mundial, incluso cuando ningún tren se detenía más allí.
Las paradas de autobús (líneas 39, 70 y 87) ubicadas en la rue de Sèvres y en la rue du Vieux-Colombier, cerca de los accesos antiguos de la estación, todavía tenían este nombre hasta el 31 de diciembre de 2005, antes de ser rebautizadas como Michel-Debré, el nuevo nombre de la plaza ubicada en el cruce formado por las calles Four, Vieux-Colombier, Cherche-Midi, Sèvres y Grenelle, según un decreto municipal del 14 de noviembre de 2005 en homenaje a Michel Debré, Primer Ministro de la Quinta República y coeditor de la constitución. Excepto por una placa antigua, ya no hay rastro actual de este topónimo del distrito atestiguado durante varios siglos, y que dio su nombre a una sección revolucionaria de 1790 a 1793, la sección de la Cruz Roja, renombrada a continuación como sección de Bonnet Rouge.